# 구례 연곡사 소요대사탑
구례 연곡사 소요대사탑(求禮 鷰谷寺 逍遙大師塔)는 전라남도 구례군 연곡사에 있는, 조선시대의 승탑이다. 1963년 1월 21일 대한민국의 보물 제154호로 지정되었다.

## 개요
연곡사는 통일신라시대에 연기조사가 창건하였으며, 고려 전기까지 선을 닦는 도량으로 이름이 높았던 사찰이다. 이 탑은 연곡사 서쪽에 있으며, 소요대사의 사리를 모셔두고 있다. 승려의 사리를 두는 탑신(塔身)을 중심으로 그 아래에 기단(基壇)을 두고, 위로는 머리장식을 얹었으며, 각 부분이 8각으로 이루어져 있다.
기단은 3단으로 나누어 각 단마다 연꽃무늬를 새겼으며, 그 위로 탑신을 받치도록 두툼한 괴임을 둔 점이 독특하다. 탑신의 몸돌은 한 면에만 문짝 모양을 새기고, 다른 곳에는 8부신중상(八部神衆像)을 돋을새김해 두었다. 지붕돌은 여덟 곳의 귀퉁이마다 큼지막하게 꽃장식을 얹어두었으며, 꼭대기의 머리장식은 비교적 완전하게 남아 있다.
연곡사에는 이외에도 2기의 탑이 더 있는데, 그 탑들에 비해 조형성은 떨어지지만 각 부분의 비례가 아름다운 작품이다. 탑신에 새겨진 기록을 통하여 조선시대 효종 원년(1650)에 세웠음을 알 수 있다.

## 같이 보기
- 연곡사
- 장성 백양사 소요대사탑 - 보물 제1346호

## 참고 자료
- 구례 연곡사 소요대사탑 - 국가유산청 국가유산포털